# Шевков, Виктор Алексеевич
Виктор Алексеевич Шевков (29 февраля 1924 — 9 октября 1997) — советский художник-мультипликатор и художник-постановщик.

## Биография
В 1940—1942 годах работал ассистентом артиста в Московском Государственном цирке. Участник Великой Отечественной войны. В 1943—1945 годах — учился в Московском Художественном училище «Памяти 1905 года», в 1945—1950 годах — в Московском Высшем художественно-промышленном училище, в 1956—1958 годах — на курсах художников-мультипликаторов при киностудии «Союзмультфильм».
В 1950—1955 годах работал художником-архитектором в Министерстве Авиационной промышленности СССР, с 1958 года — аниматором на «Союзмультфильме». Участвовал в работе студийного худсовета. Член АСИФА.

## Фильмография

### Художник-постановщик
1. 1967 —  Кузнец-колдун

### Художник-мультипликатор
1. 1959 — Скоро будет дождь
2. 1959 — Легенда о завещании мавра
3. 1960 — Золотое пёрышко
4. 1960 — Королевские зайцы
5. 1960 — Лиса, бобёр и другие
6. 1961 — Впервые на арене
7. 1961 — Дракон
8. 1961 — Ключ
9. 1961 — Муравьишка-хвастунишка
10. 1961 — Семейная хроника
11. 1962 — Дикие лебеди
12. 1962 — Мир дому твоему
13. 1963 — Акционеры
14. 1964 — Почта
15. 1964 — Кто виноват
16. 1965 — Горячий камень
17. 1965 — Пастушка и трубочист
18. 1965 — Главный Звёздный
19. 1966 — Иван Иваныч заболел…
20. 1966 — Самый, самый, самый, самый
21. 1967 — Сказка о золотом петушке
22. 1968 — Кот, который гулял сам по себе
23. 1968 — Малыш и Карлсон
24. 1968 — Дорожное происшествие
25. 1969 — Бременские музыканты
26. 1969 — Возвращение с Олимпа
27. 1969 — Мы ищем кляксу
28. 1969 — Умка
29. 1970 — Карлсон вернулся
30. 1970 — Кентервильское привидение
31. 1971 — Лабиринт. Подвиги Тесея
32. 1971 — Огонь
33. 1971 — Аргонавты
34. 1971 — Приключения красных галстуков
35. 1972 — Волшебная палочка
36. 1972 — Коля, Оля и Архимед
37. 1973 — Детство Ратибора
38. 1973 — Персей
39. 1973 — По следам бременских музыкантов
40. 1974 — Молодильные яблоки
41. 1974 — Прометей
42. 1975 — Достать до неба
43. 1975 — Конёк-Горбунок
44. 1975 — Наследство волшебника Бахрама
45. 1975 — Илья Муромец. Пролог
46. 1976 — Легенда о старом маяке
47. 1976 — Стойкий оловянный солдатик
48. 1976 — Храбрец-удалец
49. 1977 — Как Маша поссорилась с подушкой
50. 1977 — Мальчик с пальчик
51. 1977 — Последний лепесток
52. 1977 — Пятачок
53. 1978 — Алим и его ослик
54. 1978 — Ограбление по…
55. 1978 — Подарок для самого слабого
56. 1979 — Дым коромыслом
57. 1979 — Летучий корабль
58. 1979 — Новый Аладдин
59. 1979 — Пациент с бутылкой
60. 1980 — Лебеди Непрядвы
61. 1980 — Наш друг Пишичитай (выпуск 3)